# Kansas Joe McCoy
Kansas Joe McCoy foi um músico de blues americano que nasceu em 1905 e morreu em 1950; o músico formou ao lado de sua esposa, a cantora Memphis Minnie, uma famosa dupla que lançou muitos sucessos nos anos 20 e anos 30, incluindo "When the Levee Breaks".